# Балабуев, Пётр Васильевич
Пётр Васи́льевич Балабу́ев (укр. Петро Васильович Балабуєв; 23 мая 1931, Валуйское, Украинская ССР — 17 мая 2007, Киев, Украина) — советский и украинский авиаконструктор и деятель промышленности.
Доктор технических наук (1988), профессор, генеральный авиаконструктор Авиационного научно-технического комплекса имени О. К. Антонова, (1984 — май 2005 года). Герой Украины (1999). Герой Социалистического Труда (1975).

## Биография
Петр Васильевич Балабуев родился 23 мая 1931 года на хуторе Валуйск Луганской области в семье кузнеца Василия Балабуева..
Его отец погиб в партизанском отряде, оставив Петра единственным кормильцем семьи — матери и двух сестёр.
Окончил Харьковский авиационный институт (1954), инженер-механик самолётостроения.
С апреля 1954 года начал работу в КБ Антонова:
- сначала инженер-конструктор,
- с 1956 — начальник мастерской,
- с 1959 — начальник сборочного цеха,
- с 1960 — ведущий конструктор, исполняющий обязанности начальника производства,
- с 1961 — заместитель главного конструктора, начальник представительства АНТК на ТАПОиЧ,
- с 1965 — директор исследовательского завода КБ,
- с 1968 — заместитель главного конструктора,
- с 1971 — главный конструктор, первый заместитель генерального конструктора,
- с 1984 — генеральный конструктор АНТК имени О. Антонова.

С его участием и под его руководством разрабатывались самолёты: Ан-22 «Антей» , Ан-72, Ан-74, Ан-32, Ан-28, Ан-124 «Руслан», самый большой в мире самолёт Ан-225 «Мрия». Среди последних разработок пассажирский Ан-140 и Ан-148, многоцелевой Ан-38, Ан-70.
Глава совета директоров Международного консорциума «Средний транспортный самолёт». Руководитель программы по выполнению контракта с Ираном. Член Совета экспортёров при Кабинете министров Украины (с февраля 1999 года).
Автор свыше 100 научных работ. Разработал научные основы проектирования и практического воплощения в конструкцию тяжёлых транспортных самолётов суперкритических профилей крыла.
Пётр Балабуев подал заявление об увольнении с АНТК имени О. Антонова по собственному желанию 27 мая 2005 года, объяснив свой уход «невыполнением условий контракта министерством промышленной политики Украины».
Скончался 17 мая 2007 года в Киеве. Похоронен также в Киеве, на Городском некрополе «Берковцы» (участок № 86).

## Память
10 июня 2021 года в Киеве в Святошинском районе напротив ГП «Антонов» на месте бывшего завода «Красный экскаватор» была переименована Экскаваторная улица с включением в её состав новой Проектной улицы 13138, получив название улица Авиаконструктора Петра Балабуева.

## Награды и отличия

### Советские и российские
- Герой Социалистического Труда с вручением ордена Ленина и Золотой медали «Серп и молот» (1975).
- Орден Трудового Красного Знамени (1966).
- Орден Дружбы (3 февраля 1998 года, Россия) — за большой личный вклад в создание новых образцов авиационной техники и укрепление дружбы и сотрудничества между народами России и Украины[3].
- Лауреат Государственной премии СССР (1973).
- Благодарность Президента Российской Федерации (26 мая 2001 года, Россия) — за большой вклад в укрепление и развитие российско-украинского научно-технического сотрудничества[4].

### Украинские
- Герой Украины с вручением ордена Державы (30 декабря 1999 года) — за исключительные заслуги перед Украинским государством в развитии авиации, выдающиеся достижения в создании новейших транспортных, пассажирских и специальных самолётов[5].
- Орден князя Ярослава Мудрого V степени (23 мая 2001 года) — за выдающийся личный вклад в развитие отечественного авиастроения, многолетний плодотворный труд[6].
- Орден «За заслуги» І степени (23 января 1998 года) — за значительный личный вклад в развитие авиационной промышленности, высокое профессиональное мастерство[7].
- Орден «За заслуги» ІІ степени (13 мая 1997 года) — за выдающиеся личные заслуги в развитии самолётостроения[8].
- Почётный знак отличия Президента Украины (август 1992).
- Заслуженный деятель науки и техники УССР (май 1991).
- Лауреат Государственной премии УССР в области науки и техники (1979)
- Почётная грамота Кабинета Министров Украины (май 2001).
- Почётный гражданин Киева (май 1998).

### Прочие
- Премия имени Эдварда Уорнера (2001, высочайшая награда Международной организации гражданской авиации — ИКАО).
- Победитель IV Международного конкурса «Человек года на транспорте» (1999).
- Орден Международной кадровой академии «За развитие науки и образования» (2000).
- Премия имени Петра Великого (2001).